# Gunilla Olsson Friberg
Gunilla Olsson Friberg, tidigare Olsson, född 12 april 1969, är en svensk tidigare handbollsspelare. Hon spelade mittsexa och var lagkapten i Sveriges landslag.

## Karriär
Gunilla Olsson Fribergs far Stig Lennart Olsson var svensk landslagsspelare i handboll och världsmästare 1958. Hon har också en bror, Jan Lennart Olsson, som spelat handboll. Fadern spelade i slutet av sin karriär för IF Saab från Linköping och Gunilla Olsson började spela handboll i RP IF från samma stad. I hennes årskull 1969 fanns två till spelare som slog igen, Karin Höglin (junior- och u-landslagsspelare med 1 A-landskamp) och Anna Rydmark. RP var då en klubb i Sveriges högsta damserie. Efter några år, senast 1992, lämnade hon RP för småländska Sävsjö HK. Där tog hon fyra SM-guld med klubben innan hon 1997 återvände till Östergötland och spelade sina sista år i HF Norrköping.

## Landslagskarriär
Gunilla Olsson debuterade i svenska landslaget 1988 då hon spelade för RP. 1989 kom hon att spela i det landslag som blev murbräckorna för svenska damlandslaget i VM kval. Sedan deltog Gunilla Olsson i VM-slutspelen 1990 i Sydkorea, 1993 i Norge och 1995 i Österrike. Hon blev lagkapten i landslaget och spelade under ett decennium 1988-1997 178 landskamper och gjorde 298 mål för svenska landslaget enligt den gamla statistiken. Hennes bästa placeringen i VM var sjätteplatsen 1993 i Norge. Hon är Stor Tjej.

## Privatliv efter karriären
Gunilla Olsson är gift med Magnus Friberg och har en son född 2000 och en dotter född 2004. Hon är fortsatt 2022 tränare i Särökometernas HK.